# غرايم تورنر
غرايم تورنر (بالإنجليزية: Graeme Turner)‏ هو مُنظر سينمائي ‏ أسترالي، ولد في 1947.